# 库尔塞勒埃帕耶勒
库尔塞勒埃帕耶勒（法語：Courcelles-Epayelles，法語發音：[kuʁsɛl ɛpajɛl]）是法国瓦兹省的一个市镇，位于该省北部略偏东，属于克莱蒙区。

## 地理
库尔塞勒埃帕耶勒（49°34'4"N, 2°37'39"E）面积6.38 平方千米，位于法国上法蘭西大區瓦兹省，该省份为法国北部内陆省份，北起索姆省，西接厄尔省和滨海塞纳省，南至塞纳-马恩省和瓦兹河谷省，东临埃纳省。
与库尔塞勒埃帕耶勒接壤的市镇（或旧市镇、城区）包括：勒弗雷图瓦-沃、梅里拉巴塔耶、莫尔特梅尔、特里科、罗洛。

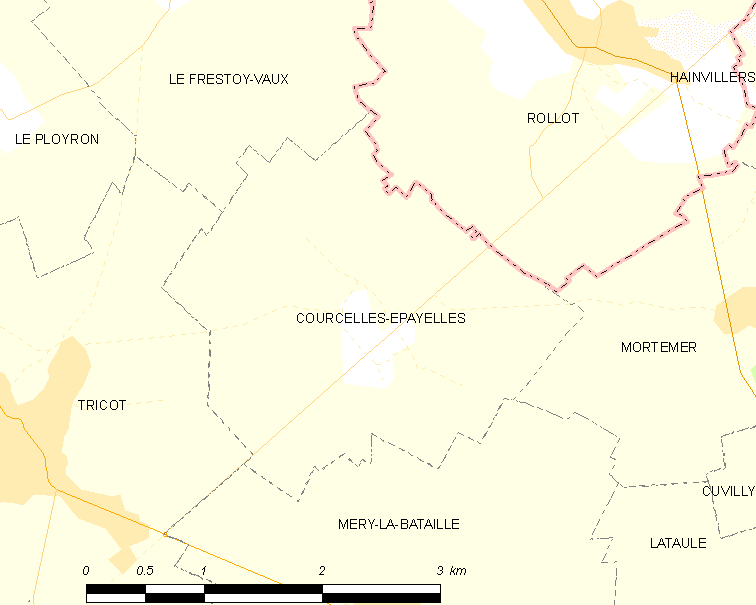
库尔塞勒埃帕耶勒的OSM定位图

库尔塞勒埃帕耶勒的时区为UTC+01:00、UTC+02:00（夏令时）。

## 行政
库尔塞勒埃帕耶勒的邮政编码为60420，INSEE市镇编码为60168。

## 政治
库尔塞勒埃帕耶勒所属的省级选区为埃斯特雷圣但尼县。

## 人口

1962-2008年间库尔塞勒埃帕耶勒人口变化图示

库尔塞勒埃帕耶勒于2022年1月1日时的人口数量为212人。